# Forcipomyia cliens
Forcipomyia cliens är en tvåvingeart som beskrevs av Debenham 1987. Forcipomyia cliens ingår i släktet Forcipomyia och familjen svidknott. Inga underarter finns listade i Catalogue of Life.